# Пјанфеи
Пјанфеи (итал. Pianfei) је насеље у Италији у округу Кунео, региону Пијемонт.
Према процени из 2011. у насељу је живело 1204 становника. Насеље се налази на надморској висини од 499 м.

## Становништво
Према резултатима пописа становништва 2011. у општини је живело 2.222 становника.
| 1931. | 1936. | 1951. | 1961. | 1971. | 1981. | 1991. | 2001. | 2011. |
| ----- | ----- | ----- | ----- | ----- | ----- | ----- | ----- | ----- |
| 1.996 | 1.841 | 1.821 | 1.661 | 1.593 | 1.700 | 1.695 | 1.811 | 2.222 |